# Хилбердорф (Фрајберг)
Хилбердорф (њем. Hilbersdorf) општина је у њемачкој савезној држави Саксонија. Једно је од 61 општинског средишта округа Средња Саксонија. Према процјени из 2010. у општини је живјело 1.419 становника. Посједује регионалну шифру (AGS) 14522270.

## Географски и демографски подаци
Хилбердорф се налази у савезној држави Саксонија у округу Средња Саксонија. Општина се налази на надморској висини од 437 метара. Површина општине износи 5,5 km². У самом мјесту је, према процјени из 2010. године, живјело 1.419 становника. Просјечна густина становништва износи 256 становника/km².

## Међународна сарадња
| Мјесто | Држава   | Врста сарадње | Од    |
| ------ | -------- | ------------- | ----- |
|        | Парагвај | партнерство   | 2004. |
| Извор  |          |               |       |